# Vápenice (přírodní památka)
Vápenice byla přírodní památka ev. č. 1243 poblíž obce Slatinky v okrese Prostějov, ČR. Chráněné území bylo v péči Krajského úřadu Olomouckého kraje. Část území byla chráněna i jako evropsky významná lokalita soustavy Natura 2000.
Chráněné území bylo dne 5. dubna 2017 zrušeno a nahrazeno národní přírodní památkou Kosířské lomy.

## Předmět ochrany
Důvodem ochrany bylo území tvořené několika typy velmi cenných vápnomilných společenstev. Nejrozsáhlejší částí jsou zvláštní terénní nerovnosti, pravděpodobně těžebního původu, porostlé suchými trávníky. Větší obnažené kameny jsou místy porostlé epilitickými lišejníky, významnými indikátory čistoty ovzduší. Soustava mezí reprezentuje zajímavý a erozně stabilizační celek. V severní části lokalit najdeme zbytky sadů s travnatým, extenzivně využívaným podrostem. Z chráněných rostlin zde nalezneme např. koniklec velkokvětý (Pulsatilla grandis) a lněnku dollinerovu (Thesium dollineri). Chráněné živočichy reprezentuje motýl přástevník kostivalový (Euplagia quadripunctaria) a ohniváček černočárý (Lycaena dispar). Od roku 1999 je pravidelně zaznamenáván výskyt kudlanky nábožné (Mantis religiosa).

## Geomorfologie a geologie
Území náleží jak k pásmu Velkého Kosíře patřícího k Bouzovské vrchovině, tak k Hornomoravskému úvalu.
Je tvořeno devonskými dolomity a lažaneckými vápenci, místy vystupují vápnité jíly a písky. Kvartérní pokryv je tvořen ze sprašových hlín.

## Přístup
Nejlepší přístup je odbočit na Slatinky ze silnice druhé třídy číslo 449 spojující Prostějov s Litovlí. První polní cesta po levé straně vede k Vápenici.

## Fotogalerie

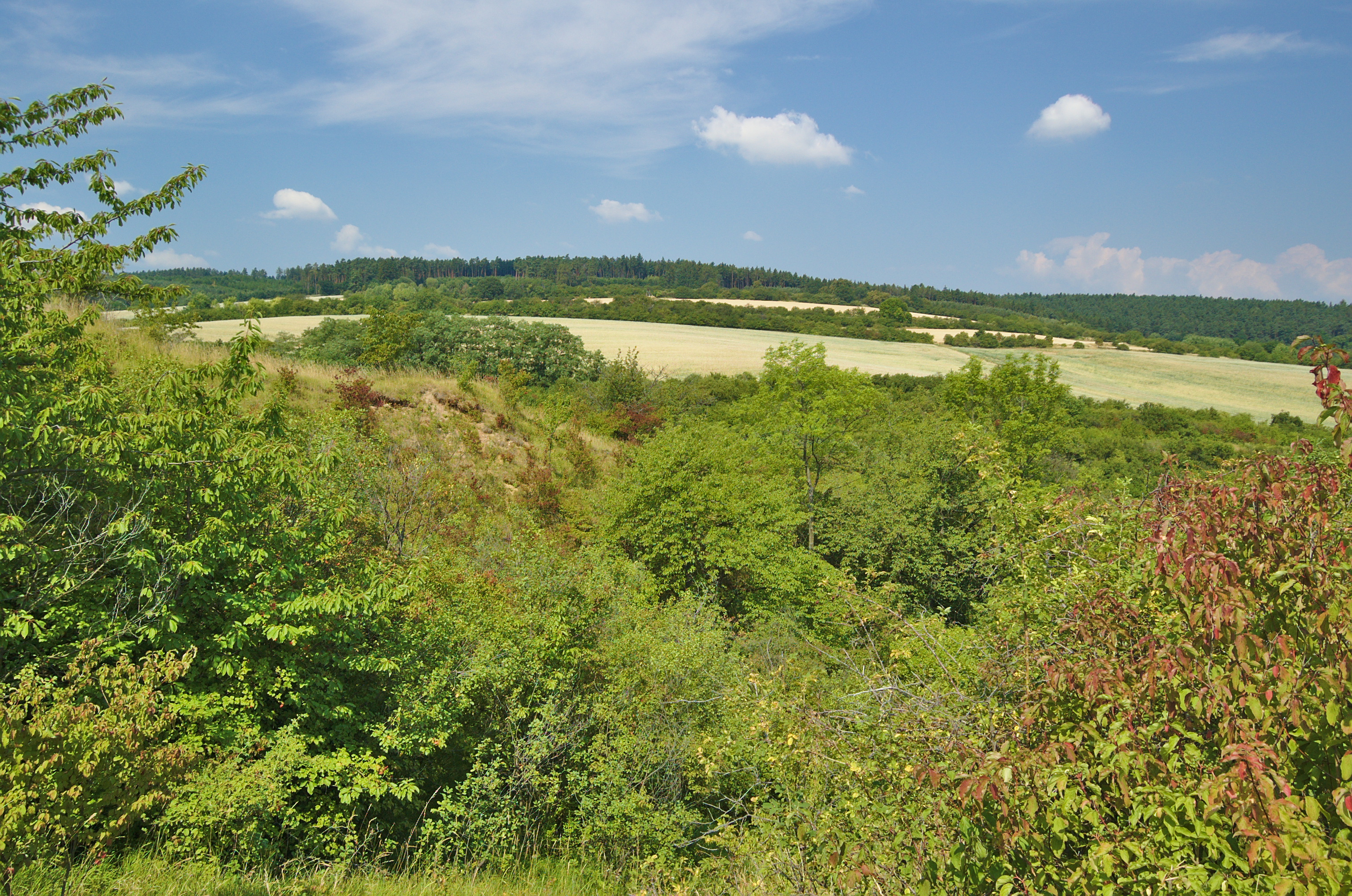
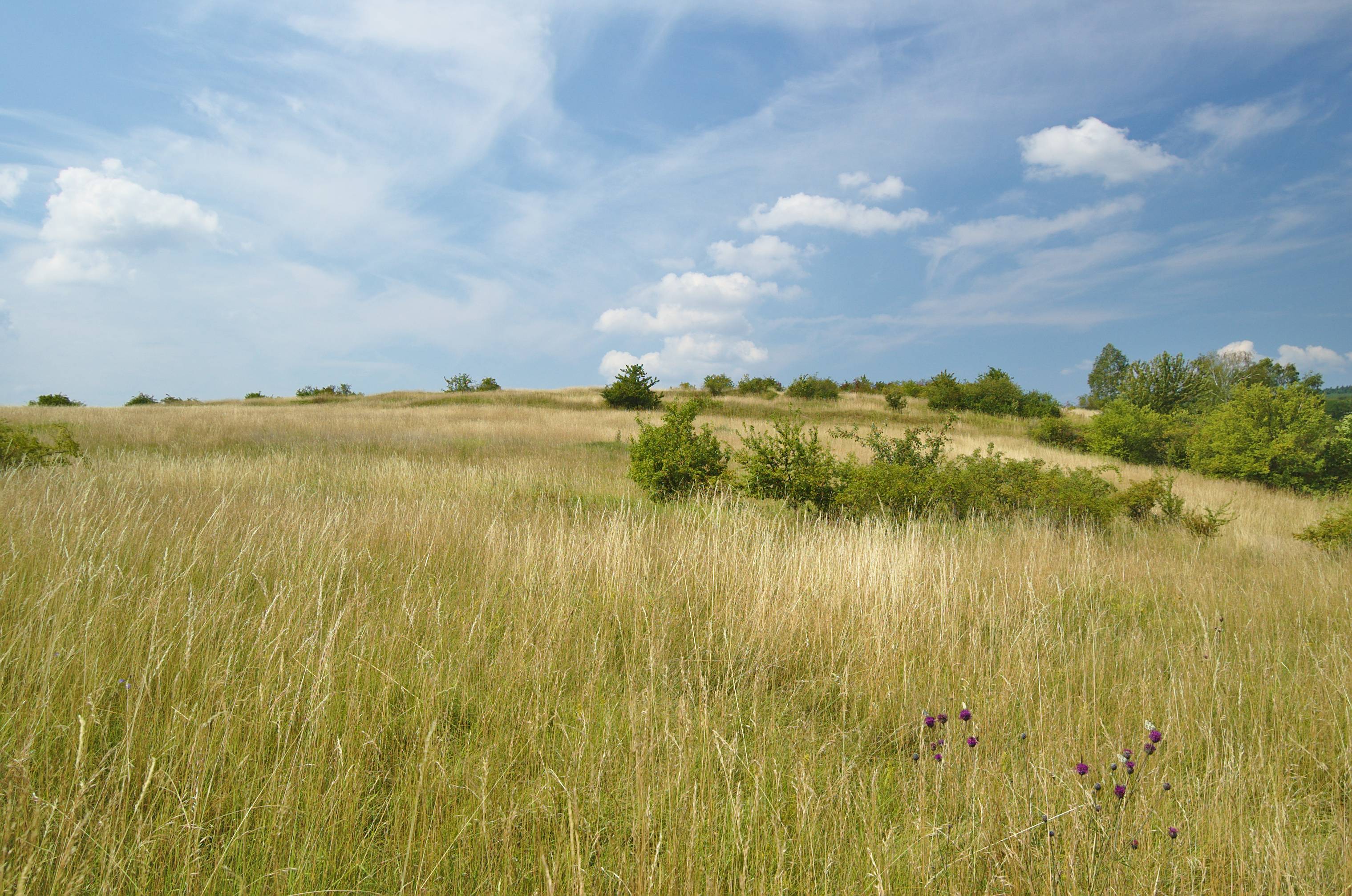
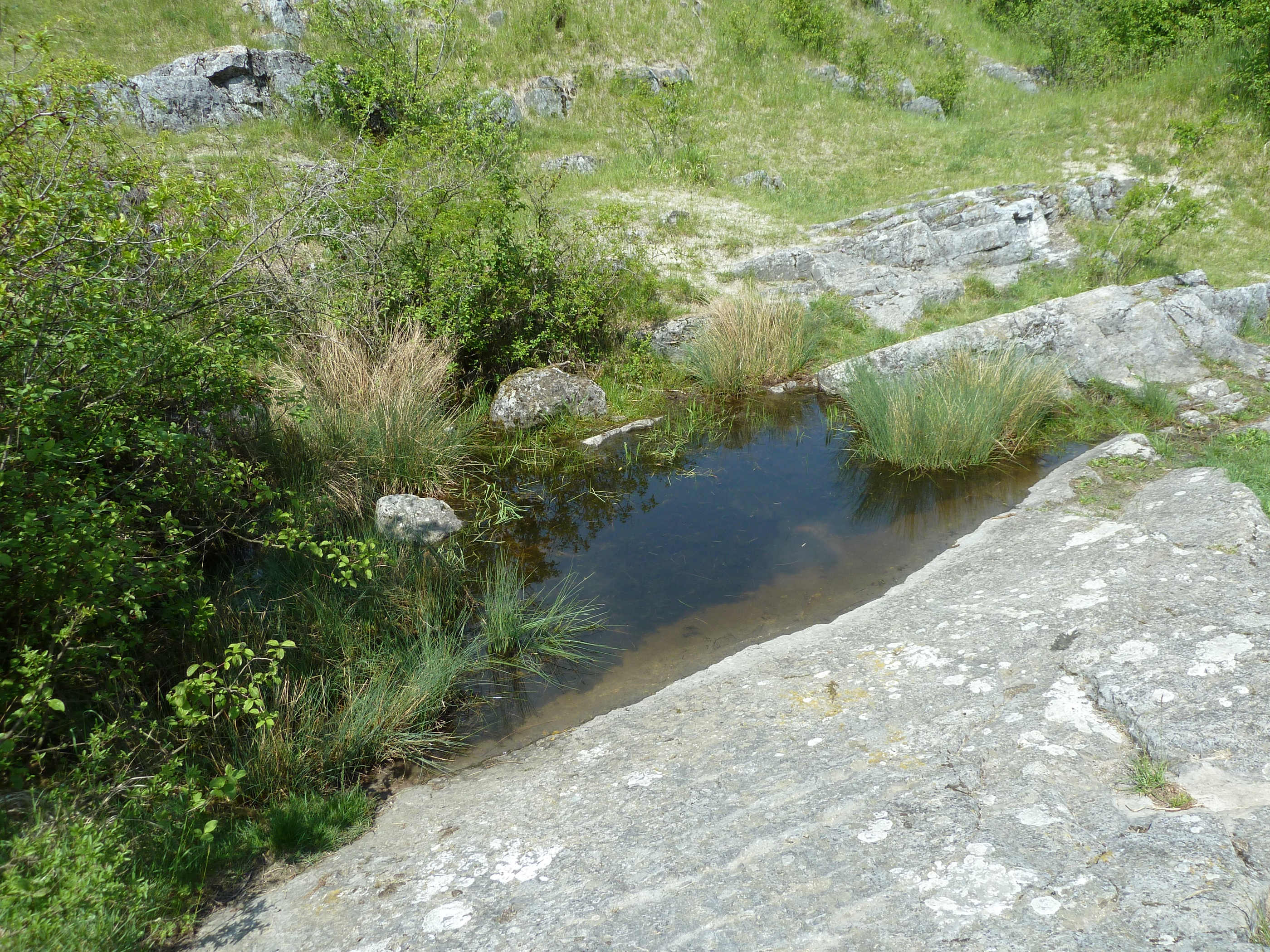
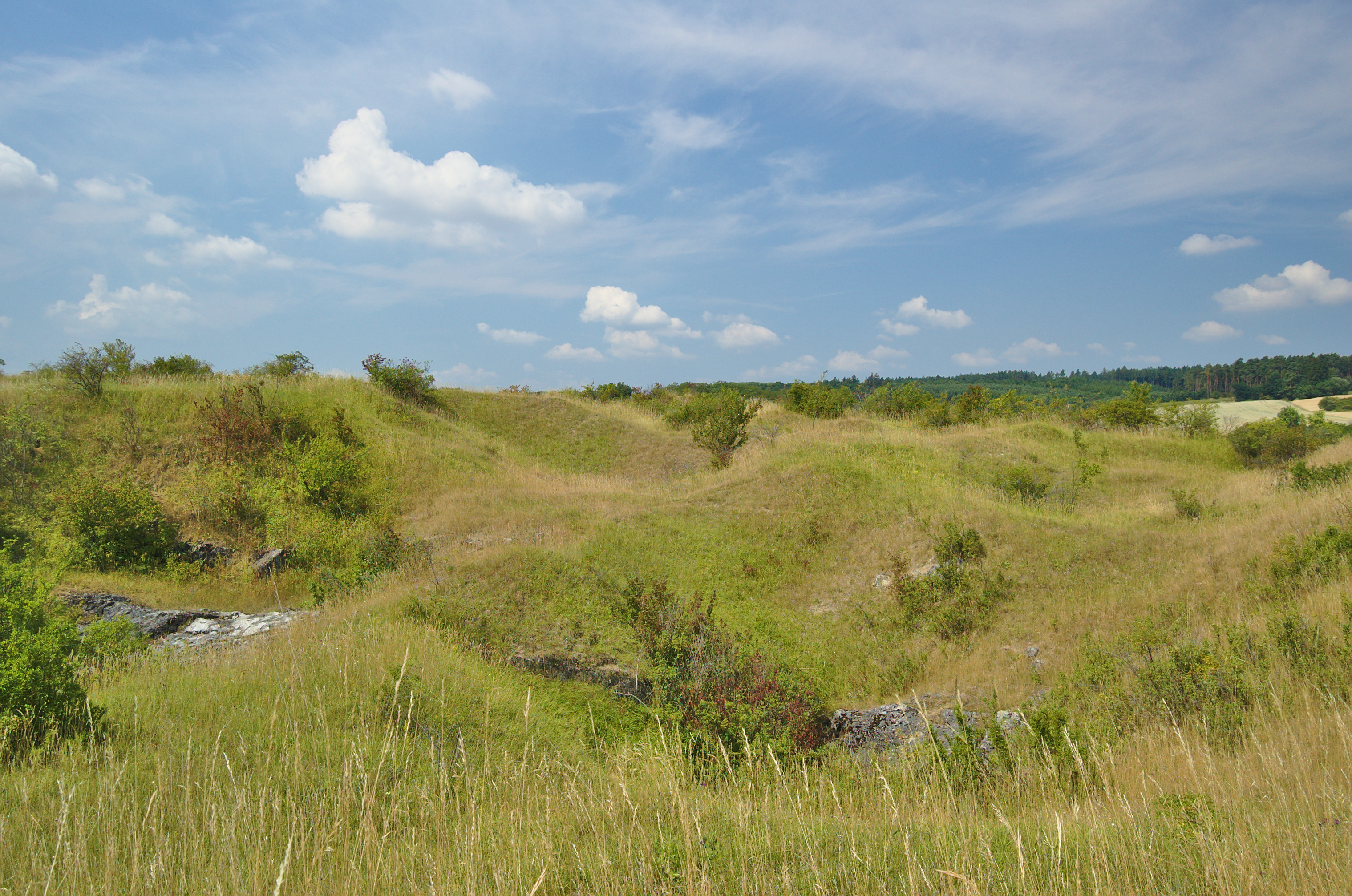